# Sedato de Nimes
Sedato de Nimes fue el obispo de Nimes en torno al año 500. Tuvo relaciones de amistad con Ruricio quien lo nombra a menudo en sus cartas, como también Cesáreo de Arlés.
Aunque fue un escritor de sermones prolífico, solo se conoce una homilía sobre la Navidad “Sermo de natale Domini”, citada por Cesáreo de Arlés (Sermón 190) y a menudo es atribuida por los manuscritos a Agustín de Hipona o al mismo Cesáreo. La autenticidad de las otras dos homilías de Sedato es incierta, de ellas solo sabemos que, una sobre la Epifanía y otra también para Navidad, cuya primera parte ha sido transmitida bajo el nombre de Rábano Mauro y la segunda bajo el nombre de Teodolfo.